# Unternehmung Weißer Adler
Die Unternehmung "Weißer Adler" war ein Kryptonym für die Initiative zur Schaffung einer bewaffneten Einheit aus polnischen Freiwilligen, die unter der Führung der deutschen Wehrmacht am Zweiten Weltkrieg teilnehmen sollte.

## Geschichte
Am 4. November 1944 wurden von der Heeresgruppe Mitte Richtlinien für die Anwerbung von Polen veröffentlicht. Die Einheiten sollten anfangs zwölftausend Freiwillige umfassen und zunächst der 2., 4. und 9. Armee zugeordnet sein. Ihnen gegenüber sollte einzig und allein folgende Meinung vertreten werden: Die deutsche Wehrmacht führt einen bis zum letzten entschlossenen Kampf zum Schutz Europas gegen den Bolschewismus. Jeder ehrliche Helfer in diesem bedingungslosen Kampf ist der Wehrmacht als Kamerad willkommen.
Die Polen sollten in Uniformen der Wehrmacht eingekleidet und ausgerüstet werden. Die Bewaffnung der Einheiten war erst nach zwei Probemonaten vorgesehen und unterlag strikten Kontrollen. Den Kandidaten versprach man dieselben Rechte, die den deutschen Soldaten zustanden: dieselbe Verpflegung, die Möglichkeit zu niedrigeren Preisen einzukaufen, ärztliche Versorgung und Seelsorge im Rahmen freier religiöser Betätigung. Für den Fall der Verwundung oder des Todes wurde ihnen eine Versicherung garantiert. Die Witwen und Waisen sollten regelmäßige Bezüge erhalten, Eltern eine einmalige Unterstützung. Der Sold sollte 90 Złoty für den einfachen Soldaten, 108 Złoty für einen Korporal und 150–210 Złoty für einen Zugführer betragen. Höhere Dienstgrade waren für Polen nicht vorgesehen.
Bei der damals katastrophalen Verpflegung spielte für mögliche Freiwillige die Garantie einer guten Versorgung sicher keine geringe Rolle. Sich freiwillig zu melden mit der Aussicht, in einer nicht näher bezeichneten Zukunft in den Kampf geschickt zu werden, bedeutete auch eine Chance, der Arbeitskompanie, dem Lager oder dem Gefängnis zu entfliehen.
Das bestätigen auch die Einschätzungen der polnischen Exilregierung, die die Versuche der Rekrutierung aufmerksam beobachtet hat: Die Aushebung für diesen Hilfsdienst ist mühsam und zeigt nur minimale Erfolge. Sie wurden zum großen Teil nur in Lagern und Gefängnissen erzielt. Die Deutschen brachten eine Gruppe von 50 jungen Männern, angeblich „Freiwilligen“ zu Propagandazwecken nach Krakau. Diese Leute kommen aus Warschau, waren in Pruszków und KZ Auschwitz, von wo man sie in ein Lager bei Breslau geschickt hat. Dort zwang man sie zu „freiwilligen“ Diensten in der deutschen Armee. Aus der Provinz kommen Nachrichten, daß in zahlreichen Fällen die lokalen Besatzungsorgane Leute zwingen sich zu melden, andernorts wird wiederum verbreitet, daß es zu einer deutsch-polnischen Verständigung gekommen sei, und daß die Mitglieder der polnischen Heimatarmee den Befehl erhalten haben, die Reihen der neuen deutschen Formation gegen die Bolschewiki zu verstärken.
Bis Anfang Dezember 1944 gelang es nach Angaben der polnischen Exilregierung 471 Freiwillige anzuwerben. Mögliche Freiwillige wurden auch von den immer brutaler werdenden Methoden der Aushebung abgeschreckt – in Radom wurden z. B. Razzien organisiert und diejenigen, die sich weigerten, „freiwillig“ in deutsche Dienste einzutreten, wurden zu Arbeiten an Schützengräben geschickt. Auch deckte sich die Behandlung der Rekruten wenig mit den vorher gegebenen Versprechungen. So erhielt z. B. eine Kompanie von 170 Mann aus einer Kaserne in Krakau slowakische Uniformen, und die Einführung von rücksichtslosem Drill und deutschem Kommando führte schnell zu Desertionen.
Die polnischen Formationen sind nicht mehr in den Kampf geschickt worden – die Winteroffensive hatte zu schnell begonnen. Im Übrigen hatten die „Freiwilligen“ noch nicht mal Waffen erhalten. Den letzten, schon völlig absurden Versuch, die Polen in den Kampf zu schicken, machte im März 1945 der deutschfreundliche polnische Politiker Władysław Studnicki, der an Heinrich Himmler appellierte, aus den noch existierenden Lagern die Polen zu entlassen und einen Teil von ihnen an die Front zu schicken.